# 3字母簡寫
3字母簡寫（日本語：スリーレターコード）是一種在英文字母以內，使用任意三字元組成的符號。有時會使用這種簡寫方式作爲車站、建築物和公司等的英文名稱簡寫。

## 簡寫示例
左側是原文，右側是3字母簡寫：
- —— 東日本旅客鐵道

- —— SMB，取自其羅馬字

- —— UEN，取自其羅馬字